# Morrisville, Pennsylvania
Morrisville là một thị trấn thuộc quận Bucks, tiểu bang Pennsylvania, Hoa Kỳ. Năm 2010, dân số của thị trấn này là 8728 người.